# Maximilien Chastanet
Maximilien Chastanet (Le Havre, 15 de março de 1996) é um esgrimista francês.

## Carreira
Maximilien Chastanet venceu as provas de esgrima na Universíada de Verão 2015 em Gwangju em provas individuais e por equipe. Na temporada seguinte, venceu o Campeonato Europeu Júnior individual em 2016. Ele terminou no pódio em uma Copa do Mundo pela primeira vez no Grande Prêmio de Incheon em 2022. Em sua primeira participação no Campeonato Europeu em 2022, ele foi medalhista de bronze no florete individual. Ele também conquistou a medalha de prata por equipe. Ele então ganhou a medalha de bronze no florete por equipe no mesmo ano no campeonato mundial no Cairo.
Nos Jogos Olímpicos de Verão de 2024, em Paris, conquistou a medalha de bronze na disputa de florete por equipes ao lado de Maxime Pauty, Enzo Lefort e Julien Mertine.